# Sharon (Georgia)
Sharon è una città degli Stati Uniti d'America, situata in Georgia, nella Contea di Taliaferro.